# Christian Egenolff
Christian Egenolff o Egenolph (Hadamar, 26 de julio de 1502 - Fráncfort del Meno, 9 de febrero de 1555), también conocido como Christian Egenolff, el Mayor, fue el primer impresor importante y editor de Fráncfort, y muy conocido por su Kräuterbuch y reeditó libros de Adam Ries, Erasmus von Rotterdam y de Ulrich von Hutten.

## Biografía
Desde 1516, Egenolff estudió humanidades en la Universidad de Maguncia, pero más tarde tomó el comercio de edición en Estrasburgo, donde trabajó para Wolfgang Küpfel; y se casó con Margarethe Karpf. Dejó Estrasburgo en 1530 e inició sus actividades como impresor, editor y linotipista en Fráncfort del Meno. Allí publicó más de 400 libros por más de 25 años. Sus publicaciones fueron ilustradas por el artista de Núremberg Hans Sebald Beham y por Virgil Solis. Egenolff trabajó con Jacques Sabon en el desarrollo de nuevos tipos.
En octubre de 1533 Egenolff fue sucedido por Johann Schott, un destacado publicista de Estrasburgo, por infringir el copyright de Herbarium Vivae Icones, ilustrada por Hans Weiditz , compilada y anotado por Otto Brunfels. Egenolff en su defensa, argumentó que la naturaleza no puede ser propiedad intelectual de nadie, y que las plantas se presentan como modelos comunes para cualquier artista.
En 1535 imprimió una Biblia alemana y su propia compilación de Chronica. En los años siguientes publicó obras de autores tan destacados como Hans Sachs, Johann Eichmann aka Johann Dryander (1500-1560), Sebastian Münster, Philipp Melanchthon y Sebastian Franck.
Su hija, Magdalena Egenolff, se casó con Adam Lonicer, uno de los empleados de su padre. Lonicer pasó a ser director de la firma, luego de su deceso, publicando no menos de cuatro ediciones de Kräuterbuch, entre 1557 a 1577. La viuda de Egenolff, Margarethe, siguió con el negocio hasta 1572 y después sus hijos hasta 1602. Fue sepultado en Peterskirchhof de Fráncfort.

## Eponimia
Género
- (Lomariopsidaceae) Egenolfia Schott[6]

## Galería
|                                                                   |
| Plancha de Herbarum, arborum, fruticum, frumentorum ac leguminem. |

|                                         |
| Impresora usada por Christian Egenolff. |

|                                                                               |
| Frontispicio del libro Herbarum, arborum, fruticum, frumentorum ac leguminem. |